# Nati nel 1980/Febbraio
| Questa pagina contiene informazioni ricavate automaticamente dalle voci biografiche con l'ausilio del template Bio e di un bot. L'aggiornamento è periodico e automatico e ricostruisce completamente la pagina. Se manca una persona in questa lista, sei pregato di non aggiungerla, ma accertati piuttosto che la sua voce biografica contenga il template Bio e che i dati anagrafici siano correttamente compilati. Se il template Bio manca, inseriscilo tu stesso o, in alternativa, metti l'avviso {{tmp\|Bio}} che ne segnala la mancanza. Se i dati riportati sono sbagliati, correggi direttamente la voce biografica; le modifiche saranno visibili in questa lista entro pochi giorni. Per chiarimenti vedi il progetto biografie. La lista contiene solo le 387 persone che sono citate nell'enciclopedia e per le quali è stato implementato correttamente il template Bio. Pagina aggiornata al 18 lug 2025. |

- 1º febbraio - Goga Ashkenazi, imprenditrice kazaka
- 1º febbraio - Paulo da Silva Barrios, calciatore paraguaiano
- 1º febbraio - David Goresh, ex calciatore israeliano
- 1º febbraio - Kenan Hasagić, ex calciatore bosniaco
- 1º febbraio - Marisa Jara, attrice e modella spagnola
- 1º febbraio - Moisés Muñoz, ex calciatore messicano
- 1º febbraio - Marcos Patronelli, pilota motociclistico argentino
- 1º febbraio - Edwin Santibáñez, ex calciatore messicano
- 1º febbraio - Aleksander Šeliga, ex calciatore sloveno
- 1º febbraio - Otilino Tenorio, calciatore ecuadoriano († 2005)
- 1º febbraio - Joost Terol, ex calciatore olandese
- 1º febbraio - Ellen Trane Nørby, politica danese
- 2 febbraio - Lionel Bah, ex calciatore francese
- 2 febbraio - Florent Balmont, allenatore di calcio e ex calciatore francese
- 2 febbraio - Annicet Bitoumbou, ex calciatore congolese (Repubblica del Congo)
- 2 febbraio - Florin Bratu, allenatore di calcio e ex calciatore rumeno
- 2 febbraio - James Chamanga, calciatore zambiano
- 2 febbraio - Jermisha Dosty, ex cestista statunitense
- 2 febbraio - Mirco Gasparetto, allenatore di calcio e ex calciatore italiano
- 2 febbraio - Teddy Hart, wrestler canadese
- 2 febbraio - Facundo Imboden, ex calciatore argentino
- 2 febbraio - Altron Jackson, ex cestista statunitense
- 2 febbraio - Zhang Jingchu, attrice cinese
- 2 febbraio - Erica Lee Carter, politica statunitense
- 2 febbraio - Juan Mercier, ex calciatore argentino
- 2 febbraio - Oleguer Presas, ex calciatore spagnolo
- 2 febbraio - Carlos Prieto, ex pallamanista spagnolo
- 2 febbraio - Nina Zilli, cantautrice, personaggio televisivo e conduttrice radiofonica italiana
- 2 febbraio - Eduardo Francisco de Silva Neto, ex calciatore brasiliano
- 3 febbraio - Donis Escober, ex calciatore honduregno
- 3 febbraio - Markus Esser, ex martellista tedesco
- 3 febbraio - Richard Gariseb, ex calciatore namibiano
- 3 febbraio - Andrew Henderson, rugbista a 15 britannico
- 3 febbraio - Davide Moscardelli, ex calciatore italiano
- 3 febbraio - Édson Nobre, ex calciatore angolano
- 3 febbraio - George Ogăraru, ex calciatore rumeno
- 3 febbraio - Felicia Ragland, ex cestista statunitense
- 3 febbraio - Francisco Sousa, ex calciatore spagnolo
- 4 febbraio - Yared Asmerom, maratoneta eritreo
- 4 febbraio - Alpha Bangura, ex cestista sierraleonese
- 4 febbraio - Barbara Campanari, ex pallavolista italiana
- 4 febbraio - Amer Khalil Deeb, calciatore giordano
- 4 febbraio - Gary Kikaya, velocista congolese (Repubblica Democratica del Congo)
- 4 febbraio - Kenta Kiritani, attore e cantante giapponese
- 4 febbraio - Satoru Kitaoka, artista marziale misto giapponese
- 4 febbraio - Zach Mecelis, imprenditore e filantropo lituano
- 4 febbraio - Roberto García Cabello, allenatore di calcio e ex calciatore spagnolo
- 4 febbraio - Raimonds Vaikulis, ex cestista lettone
- 4 febbraio - Kentarō Yabuki, fumettista giapponese
- 5 febbraio - Manaf Abushgeer, ex calciatore saudita
- 5 febbraio - Abdul Karim Ahmed, ex calciatore ghanese
- 5 febbraio - Federica Ciampoli, ex cestista italiana
- 5 febbraio - Reginald Davani, allenatore di calcio e ex calciatore papuano
- 5 febbraio - Elias Debesa, calciatore eritreo
- 5 febbraio - Markel Irizar, ex ciclista su strada spagnolo
- 5 febbraio - Paul Kirui, maratoneta keniota
- 5 febbraio - Smiljan Pavič, cestista sloveno
- 5 febbraio - Vanesa Pires, ex cestista argentina
- 5 febbraio - Juan José Ruiz, ex giocatore di calcio a 5 guatemalteco
- 5 febbraio - Tiwa Savage, cantante, compositrice e attrice nigeriana
- 5 febbraio - Jo Swinson, politica britannica
- 5 febbraio - Shinya Tanoue, ex calciatore giapponese
- 5 febbraio - Robin Vik, ex tennista ceco
- 6 febbraio - Nicolás Cabré, attore argentino
- 6 febbraio - Ludovic Delporte, ex calciatore francese
- 6 febbraio - Maria Chiara Gadda, politica italiana
- 6 febbraio - Víctor García Guadarrama, allenatore di pallacanestro spagnolo
- 6 febbraio - James Gibson, ex nuotatore britannico
- 6 febbraio - Ben Lawson, attore australiano
- 6 febbraio - Carlos Lobatón, ex calciatore peruviano
- 6 febbraio - Mamiko Noto, attrice, doppiatrice e cantante giapponese
- 6 febbraio - Esrom Nyandoro, ex calciatore zimbabwese
- 6 febbraio - Konnor, wrestler statunitense
- 6 febbraio - Ol'ha Partala, ex schermitrice ucraina
- 6 febbraio - Coki Ramírez, cantante, modella e attrice argentina
- 6 febbraio - Sažid Sažidov, ex lottatore russo
- 6 febbraio - Stanislav Žekov, ex calciatore bulgaro
- 7 febbraio - Paolo Amendola, allenatore di pallavolo italiano
- 7 febbraio - Kadidja Andersson, ex cestista svedese
- 7 febbraio - Emma Ania, velocista britannica
- 7 febbraio - Jevhenij Borkin, pentatleta ucraino
- 7 febbraio - Richie Castellano, chitarrista, tastierista e tecnico del suono statunitense
- 7 febbraio - Maximiliano Cejas, ex calciatore argentino
- 7 febbraio - Luigi Cennamo, ex calciatore italiano
- 7 febbraio - Javier Filardi, pallavolista argentino
- 7 febbraio - Lee Jung-hyun, cantante e attrice sudcoreana
- 7 febbraio - Chris Moss, ex cestista statunitense
- 7 febbraio - Saša Papac, ex calciatore bosniaco
- 7 febbraio - Freddy Rech, ex sciatore alpino francese
- 7 febbraio - Iván Velasco, dirigente sportivo e ex ciclista su strada spagnolo
- 8 febbraio - Fatou Balayara, ex cestista senegalese
- 8 febbraio - Aleksandr Çertoqanov, ex calciatore ucraino
- 8 febbraio - Marco Esposito, ex calciatore italiano
- 8 febbraio - Patrick Falk, ex calciatore tedesco
- 8 febbraio - Nabie Fofanah, ex velocista guineano
- 8 febbraio - Elisabetta Gregoraci, conduttrice televisiva, showgirl e ex modella italiana
- 8 febbraio - William Jackson Harper, attore statunitense
- 8 febbraio - Kami Imai, fumettista giapponese
- 8 febbraio - Miguel Ángel Pichardo, ex cestista dominicano
- 8 febbraio - Stephen Wright, ex calciatore inglese
- 8 febbraio - Yang Wei, ex ginnasta cinese
- 9 febbraio - Javier Almirón, ex calciatore argentino
- 9 febbraio - Davide Berardi, fumettista italiano
- 9 febbraio - Aggelos Charisteas, ex calciatore greco
- 9 febbraio - Andrea Gentile, ex calciatore italiano
- 9 febbraio - Shimrit Gigi, ex cestista israeliana
- 9 febbraio - Im Yong-su, ex sollevatore nordcoreano
- 9 febbraio - Jia Guang, ex cestista cinese
- 9 febbraio - Kim Dong-sung, ex pattinatore di short track sudcoreano
- 9 febbraio - Margarita Levieva, attrice russa
- 9 febbraio - Shelly Martinez, ex wrestler e modella statunitense
- 9 febbraio - Vasilīs Mazarakīs, ex tennista greco
- 9 febbraio - Vanni Pedrini, allenatore di calcio a 5, preparatore atletico e ex giocatore di calcio a 5 italiano
- 9 febbraio - Cassandra Steen, cantautrice tedesca
- 9 febbraio - Reto Zanni, ex calciatore svizzero
- 10 febbraio - Marko Baacke, ex combinatista nordico tedesco
- 10 febbraio - Pape Badiane, cestista francese († 2016)
- 10 febbraio - Naty Botero, cantautrice, attrice e imprenditrice colombiana
- 10 febbraio - Gordon D'Arcy, ex rugbista a 15 irlandese
- 10 febbraio - Bruce Douglas, rugbista a 15 scozzese
- 10 febbraio - Riki Flutey, ex rugbista a 15 e allenatore di rugby a 15 neozelandese
- 10 febbraio - Leonard Greene, ex giocatore di football americano tedesco
- 10 febbraio - Ralph Kretschmar, attore tedesco
- 10 febbraio - Sylvain Marchal, ex calciatore francese
- 10 febbraio - Enzo Maresca, allenatore di calcio e ex calciatore italiano
- 10 febbraio - Dania Prince, modella honduregna
- 10 febbraio - Mike Ribeiro, hockeista su ghiaccio canadese
- 10 febbraio - Jurga Šeduikytė, cantautrice lituana
- 10 febbraio - Yakup Sekizkök, allenatore di pallacanestro turco
- 10 febbraio - Seo Mi-jung, schermitrice sudcoreana
- 10 febbraio - Shi Zhiyong, ex sollevatore cinese
- 10 febbraio - Bruno Šundov, ex cestista croato
- 10 febbraio - Martín Vassallo Argüello, ex tennista argentino
- 11 febbraio - Mark Bresciano, dirigente sportivo, imprenditore e ex calciatore australiano
- 11 febbraio - André Buengo, ex calciatore angolano
- 11 febbraio - Kristina Cepraga, attrice cinematografica rumena
- 11 febbraio - Jukka Erätuli, ex snowboarder finlandese
- 11 febbraio - Matthew Lawrence, attore statunitense
- 11 febbraio - Pavol Masaryk, calciatore slovacco
- 11 febbraio - Tiaoali Savea, calciatore samoano americano
- 11 febbraio - Theresa Scholze, attrice tedesca
- 12 febbraio - Baldur Ingimar Aðalsteinsson, ex calciatore islandese
- 12 febbraio - Gianpiero Alicchio, regista e attore italiano
- 12 febbraio - Juan Manuel Aróstegui, ex calciatore argentino
- 12 febbraio - Flinder Boyd, ex cestista statunitense
- 12 febbraio - Gucci Mane, rapper e produttore discografico statunitense
- 12 febbraio - Heather Doerksen, attrice canadese
- 12 febbraio - Rico Fata, ex hockeista su ghiaccio canadese
- 12 febbraio - Juan Carlos Ferrero, allenatore di tennis e ex tennista spagnolo
- 12 febbraio - Enver Gjokaj, attore statunitense
- 12 febbraio - Jerry Green, ex cestista statunitense
- 12 febbraio - Ermal Kuqo, ex cestista albanese
- 12 febbraio - Sarah Lancaster, attrice statunitense
- 12 febbraio - Miguel Montes, ex calciatore salvadoregno
- 12 febbraio - Dariusz Pietrasiak, ex calciatore polacco
- 12 febbraio - Purple Disco Machine, disc jockey, musicista e produttore discografico tedesco
- 12 febbraio - Christina Ricci, attrice statunitense
- 12 febbraio - Marco Rossetti, ex cestista italiano
- 12 febbraio - Andrew Sullivan, ex cestista britannico
- 12 febbraio - Nicolai Lilin, scrittore russo
- 12 febbraio - Maya Vik, cantante e bassista norvegese
- 13 febbraio - Mykola Byčok, cardinale e vescovo cattolico ucraino
- 13 febbraio - Alifatou Djibril, ex discobola e pesista togolese
- 13 febbraio - Miquel Fernández, attore e cantante spagnolo
- 13 febbraio - Murad Hajdaraŭ, lottatore bielorusso
- 13 febbraio - Drew Henson, ex giocatore di football americano e ex giocatore di baseball statunitense
- 13 febbraio - Chris Jefferies, ex cestista statunitense
- 13 febbraio - Irina Karpova, ex multiplista kazaka
- 13 febbraio - Mami Kawada, cantante giapponese
- 13 febbraio - Sebastian Kehl, dirigente sportivo e ex calciatore tedesco
- 13 febbraio - Zdeněk Kutlák, allenatore di hockey su ghiaccio e ex hockeista su ghiaccio ceco
- 13 febbraio - Karine Meilleur, ex sciatrice alpina francese
- 13 febbraio - Gaia Padovan, giornalista, conduttrice televisiva e blogger italiana
- 13 febbraio - Josh Stick, ex calciatore neozelandese
- 13 febbraio - Cory Underwood, ex cestista statunitense
- 14 febbraio - Frédéric Belaubre, triatleta francese
- 14 febbraio - William Boaventura, ex calciatore brasiliano
- 14 febbraio - Emily Oster, economista e scrittrice statunitense
- 14 febbraio - Henry Isaac, ex calciatore nigeriano
- 14 febbraio - Volodymyr Lukašenko, schermidore ucraino
- 14 febbraio - César Navas, ex calciatore spagnolo
- 14 febbraio - Eduard Sacapaño, ex calciatore filippino
- 14 febbraio - Nicholas Santos, nuotatore brasiliano
- 14 febbraio - Nadja Umbricht Pieren, politica svizzera
- 14 febbraio - Sayaka Yamaguchi, attrice giapponese
- 15 febbraio - Fabiano Bittar, pallavolista brasiliano
- 15 febbraio - Giōrgos Diamantopoulos, ex cestista greco
- 15 febbraio - Pëtr Elfimaŭ, cantante bielorusso
- 15 febbraio - Teddy Gipson, ex cestista statunitense
- 15 febbraio - LuFisto, wrestler canadese
- 15 febbraio - Erik Lavévaz, politico italiano
- 15 febbraio - Samira Makhmalbaf, regista iraniana
- 15 febbraio - Elvis Marecos, calciatore paraguaiano
- 15 febbraio - Tiago Nunes, allenatore di calcio brasiliano
- 15 febbraio - Conor Oberst, cantautore e poeta statunitense
- 15 febbraio - Yizhaq Ohanon, ex cestista israeliano
- 15 febbraio - Elena Sergeevna Produnova, ex ginnasta russa
- 15 febbraio - Brooks Sales, ex cestista e allenatore di pallacanestro statunitense
- 15 febbraio - Alberto Schiavone, scrittore italiano
- 15 febbraio - Elena Sokolova, ex pattinatrice artistica su ghiaccio russa
- 15 febbraio - Josh Sole, ex rugbista a 15 italiano
- 16 febbraio - Fabio Biale, violinista e polistrumentista italiano
- 16 febbraio - Leonardo Guerra Seràgnoli, regista, sceneggiatore e produttore cinematografico italiano
- 16 febbraio - Jason Horton, ex giocatore di football americano statunitense
- 16 febbraio - Peter Hudnut, pallanuotista statunitense
- 16 febbraio - Jang Yun-jeong, conduttrice televisiva e cantante sudcoreana
- 16 febbraio - Ashley Lelie, ex giocatore di football americano statunitense
- 16 febbraio - Géraldine Nakache, attrice, regista e sceneggiatrice francese
- 16 febbraio - Serhij Nazarenko, allenatore di calcio e ex calciatore ucraino
- 16 febbraio - Vitalij Ošarov, schermidore ucraino
- 16 febbraio - Longineu Parsons III, musicista statunitense
- 17 febbraio - Linor Abargil, modella e attivista israeliana
- 17 febbraio - Zachary Bennett, attore canadese
- 17 febbraio - Lucas Borges, ex rugbista a 15 argentino
- 17 febbraio - Marcelo Bustamante, ex calciatore argentino
- 17 febbraio - Salvatore D'Alterio, allenatore di calcio e ex calciatore italiano
- 17 febbraio - Stefano Dacastello, lunghista e velocista italiano
- 17 febbraio - Eva Dyrberg, ex tennista danese
- 17 febbraio - Aya Endō, doppiatrice giapponese
- 17 febbraio - Darren Fenn, ex cestista statunitense
- 17 febbraio - Al Harrington, ex cestista statunitense
- 17 febbraio - Juan Jesús Gutiérrez Robles, ex calciatore spagnolo
- 17 febbraio - Serhij Kukšyn, pentatleta ucraino
- 17 febbraio - Wolfgang Mair, ex calciatore austriaco
- 17 febbraio - Jason Ritter, attore statunitense
- 17 febbraio - Tomáš Rolinek, hockeista su ghiaccio ceco
- 17 febbraio - Klemi Saban, ex calciatore israeliano
- 17 febbraio - Alex von Schwedler, ex calciatore cileno
- 18 febbraio - Aivar Anniste, ex calciatore estone
- 18 febbraio - Carlos Arias, calciatore boliviano
- 18 febbraio - Cezar, contraltista e pianista romeno
- 18 febbraio - Franco Chiavarini, ex calciatore argentino
- 18 febbraio - Riccardo Fissore, allenatore di calcio e ex calciatore italiano
- 18 febbraio - Florian Jarjat, allenatore di calcio e ex calciatore francese
- 18 febbraio - Supachai Komsilp, ex calciatore thailandese
- 18 febbraio - Jimi Manuwa, artista marziale misto nigeriano
- 18 febbraio - Simone Mereu, fantino italiano
- 18 febbraio - Regina Spektor, cantautrice e pianista statunitense
- 18 febbraio - Hideki Suzuki, wrestler giapponese
- 18 febbraio - Edwin Villatoro, ex calciatore guatemalteco
- 18 febbraio - Cyril Yapi, ex calciatore francese
- 19 febbraio - Christoph Alster, allenatore di sci alpino e ex sciatore alpino austriaco
- 19 febbraio - Tal Burstein, ex cestista israeliano
- 19 febbraio - Flavio Crespi, arrampicatore italiano
- 19 febbraio - Pierre Ebede, ex calciatore camerunese
- 19 febbraio - Dwight Freeney, ex giocatore di football americano statunitense
- 19 febbraio - David Gandy, supermodello britannico
- 19 febbraio - Spyridōn Gianniōtīs, ex nuotatore greco
- 19 febbraio - Dino Lanaro, attore e conduttore televisivo italiano
- 19 febbraio - Ma Lin, ex tennistavolista cinese
- 19 febbraio - Mike Miller, ex cestista e allenatore di pallacanestro statunitense
- 19 febbraio - Safet Nadarević, ex calciatore bosniaco
- 19 febbraio - Balázs Simon, dirigente sportivo e ex cestista ungherese
- 19 febbraio - Wolfgang Warsch, biologo e autore di giochi austriaco
- 19 febbraio - Cabore, ex calciatore brasiliano
- 19 febbraio - Igor de Souza, ex calciatore brasiliano
- 20 febbraio - Arthur Abraham, pugile armeno
- 20 febbraio - Artur Boruc, ex calciatore polacco
- 20 febbraio - Ekrem Celil, ex sollevatore turco
- 20 febbraio - Dušan Đokić, ex calciatore serbo
- 20 febbraio - Jonathan Goodwin, illusionista e stuntman britannico
- 20 febbraio - Imanol Harinordoquy, ex rugbista a 15 francese
- 20 febbraio - Erika Harold, modella statunitense
- 20 febbraio - Natsuko Imamura, scrittrice giapponese
- 20 febbraio - Jorginho Paulista, ex calciatore brasiliano
- 20 febbraio - Salvatore Micillo, politico italiano
- 20 febbraio - Yūichi Nakamura, doppiatore giapponese
- 20 febbraio - Rousimar Palhares, artista marziale misto brasiliano
- 20 febbraio - Guillermo Ariel Pereyra, ex calciatore argentino
- 20 febbraio - Rodrigo Pinto, pallavolista brasiliano
- 20 febbraio - Anne Poleska, ex nuotatrice tedesca
- 20 febbraio - Luis Gabriel Rey, ex calciatore colombiano
- 20 febbraio - Rodo Sayagues, sceneggiatore, produttore cinematografico e attore uruguaiano
- 20 febbraio - Bram Som, mezzofondista olandese
- 20 febbraio - Jevhenija Tymošenko, imprenditrice e attivista ucraina
- 20 febbraio - Sergej Zuev, allenatore di calcio a 5 e ex giocatore di calcio a 5 russo
- 20 febbraio - Pavel Šnobel, ex tennista ceco
- 21 febbraio - Nat Baldwin, bassista e contrabbassista statunitense
- 21 febbraio - Caterina Balivo, conduttrice televisiva e ex modella italiana
- 21 febbraio - Bronislava Borovičková, ex cestista slovacca
- 21 febbraio - Oskar Degilia, hockeista su ghiaccio italiano († 2002)
- 21 febbraio - Emanuele Della Rosa, pugile italiano
- 21 febbraio - James Fanchone, ex calciatore francese
- 21 febbraio - Tiziano Ferro, cantautore, paroliere e produttore discografico italiano
- 21 febbraio - Darrell Ioane, calciatore samoano americano
- 21 febbraio - Levan Korgalidze, allenatore di calcio e ex calciatore georgiano
- 21 febbraio - Claude Mattocks, ex calciatore maltese
- 21 febbraio - Giulio Meotti, giornalista e scrittore italiano
- 21 febbraio - Park Seon-yeong, ex cestista sudcoreana
- 21 febbraio - Justin Roiland, animatore, doppiatore e sceneggiatore statunitense
- 21 febbraio - Brendan Sexton III, attore statunitense
- 21 febbraio - Vladyslav Tretjak, schermidore ucraino
- 21 febbraio - Jigme Khesar Namgyel Wangchuck, re bhutanese
- 22 febbraio - Jeanette Biedermann, cantante e attrice tedesca
- 22 febbraio - Claudia Burkart, hockeista su prato argentina
- 22 febbraio - Alessandro Cavallaro, ex velocista italiano
- 22 febbraio - Milen Dobrev, sollevatore bulgaro († 2015)
- 22 febbraio - Jimmie Ericsson, hockeista su ghiaccio svedese
- 22 febbraio - Giuseppe Ippoliti, doppiatore italiano
- 22 febbraio - Petra Knor, ex sciatrice alpina austriaca
- 22 febbraio - Ivan Levenec, ex calciatore russo
- 22 febbraio - Marid Mutalimov, lottatore kazako
- 22 febbraio - Marco Tomassoni, allenatore di calcio e ex calciatore sammarinese
- 22 febbraio - Sebastián Torrico, ex calciatore argentino
- 22 febbraio - Erzsébet Viski, canoista ungherese
- 23 febbraio - Mathieu Berson, ex calciatore francese
- 23 febbraio - Willie Deane, ex cestista statunitense
- 23 febbraio - John Maus, musicista statunitense
- 23 febbraio - Cornelius Meister, direttore d'orchestra e pianista tedesco
- 23 febbraio - Zhou Junxun, goista taiwanese
- 24 febbraio - Malcolm Barrett, attore statunitense
- 24 febbraio - Michele Gori, flautista e compositore italiano
- 24 febbraio - Ryan Hannam, ex giocatore di football americano statunitense
- 24 febbraio - Emma Johnson, ex nuotatrice australiana
- 24 febbraio - Umberto Louzer, allenatore di calcio e ex calciatore brasiliano
- 24 febbraio - Shinsuke Nakamura, wrestler e ex artista marziale misto giapponese
- 24 febbraio - Steve Roberts, ex calciatore gallese
- 24 febbraio - Stig Rästa, cantautore e chitarrista estone
- 24 febbraio - Roman Sludnov, nuotatore russo
- 25 febbraio - Antonio Burks, ex cestista statunitense
- 25 febbraio - Silvia Giordano, attrice e cantante italiana
- 25 febbraio - Muratcan Güler, ex cestista turco
- 25 febbraio - Youssouf Hadji, ex calciatore marocchino
- 25 febbraio - Jóhannes Haukur Jóhannesson, attore islandese
- 25 febbraio - Béatrice Kamboulé, ex multiplista burkinabé
- 25 febbraio - Mitch, disc jockey, conduttore radiofonico e personaggio televisivo italiano
- 25 febbraio - Kash Patel, dirigente pubblico statunitense
- 25 febbraio - Rubén Quintana, ex cestista spagnolo
- 25 febbraio - Javier Rey, attore spagnolo
- 25 febbraio - Augusto César Vieira da Silva, ex giocatore di calcio a 5 brasiliano
- 25 febbraio - Frank Williams, ex cestista statunitense
- 26 febbraio - Steve Blake, ex cestista e allenatore di pallacanestro statunitense
- 26 febbraio - Ming Dao, cantante, attore e modello taiwanese
- 26 febbraio - Magomed Daudov, politico, generale e dirigente sportivo russo
- 26 febbraio - Piero Dread, cantante, musicista e produttore discografico italiano
- 26 febbraio - MinusAndPlus, compositore, produttore discografico e musicista italiano
- 26 febbraio - Martin Jakubko, ex calciatore slovacco
- 26 febbraio - Milan Šperl, ex fondista ceco
- 26 febbraio - Georgia Taylor, attrice britannica
- 26 febbraio - Aree Wiratthaworn, ex sollevatrice thailandese
- 26 febbraio - Júlio César da Silva e Souza, ex calciatore brasiliano
- 27 febbraio - Škumbin Arslani, ex calciatore macedone
- 27 febbraio - Brandon Beemer, attore statunitense
- 27 febbraio - Jake Clemons, sassofonista, cantautore e polistrumentista statunitense
- 27 febbraio - Chelsea Clinton, imprenditrice statunitense
- 27 febbraio - Don Diablo, disc jockey, produttore discografico e cantante olandese
- 27 febbraio - Debbie Flood, canottiera britannica
- 27 febbraio - Nathan Healey, ex tennista australiano
- 27 febbraio - Iván Hernández, ex calciatore spagnolo
- 27 febbraio - Subait Khater, calciatore emiratino
- 27 febbraio - Cassim Langaigne, calciatore grenadino
- 27 febbraio - Rodolfo Rodríguez Mojica, ex calciatore costaricano
- 27 febbraio - Ryūta Satō, attore giapponese
- 27 febbraio - Bezalel Smotrich, avvocato e politico israeliano
- 27 febbraio - Srđan Subotić, allenatore di pallacanestro e ex cestista croato
- 27 febbraio - Marco Teani, allenatore di calcio e ex calciatore italiano
- 27 febbraio - Bobby V, cantante statunitense
- 27 febbraio - Jari Viuhkola, ex hockeista su ghiaccio finlandese
- 28 febbraio - Francimar Barroso, artista marziale misto brasiliano
- 28 febbraio - Pascal Bosschaart, allenatore di calcio e ex calciatore olandese
- 28 febbraio - Lucian Bute, pugile romeno
- 28 febbraio - Bada, cantante e attrice sudcoreana
- 28 febbraio - Piotr Giza, allenatore di calcio e ex calciatore polacco
- 28 febbraio - Denise Gough, attrice irlandese
- 28 febbraio - Charles Halford, attore statunitense
- 28 febbraio - Geōrgios Kyriazīs, allenatore di calcio e ex calciatore greco
- 28 febbraio - Leonardo Patrignani, scrittore, cantante e musicista italiano
- 28 febbraio - Sigurd Pettersen, ex saltatore con gli sci norvegese
- 28 febbraio - Christian Poulsen, allenatore di calcio e ex calciatore danese
- 28 febbraio - Omar Pouso, ex calciatore uruguaiano
- 28 febbraio - Tayshaun Prince, ex cestista statunitense
- 28 febbraio - Asier Santamaría, pilota di rally spagnolo
- 29 febbraio - Çağdaş Atan, allenatore di calcio e ex calciatore turco
- 29 febbraio - Gianluca Aureliano, arbitro di calcio italiano
- 29 febbraio - Steven Cree, attore scozzese
- 29 febbraio - Patrick Côté, ex artista marziale misto canadese
- 29 febbraio - Simon Gagné, ex hockeista su ghiaccio canadese
- 29 febbraio - Ivan Goi, pilota motociclistico italiano
- 29 febbraio - Iain Hornal, cantautore e polistrumentista britannico
- 29 febbraio - Vanessa Jung, attrice tedesca
- 29 febbraio - Michail Mouroutsos, taekwondoka greco
- 29 febbraio - Rubén Plaza, ex ciclista su strada spagnolo
- 29 febbraio - Peter Scanavino, attore statunitense
- 29 febbraio - Andrea Stoppini, ex tennista italiano
- 29 febbraio - Mizuki Tsujimura, scrittrice giapponese
- 29 febbraio - Taylor Twellman, ex calciatore statunitense
- 29 febbraio - George Young, attore, scrittore e conduttore televisivo inglese